# Mercedes-Benz CLK-LM
La Mercedes-Benz CLK-LM è una vettura da competizione realizzata dalla Mercedes-AMG nel 1998, secondo i regolamenti FIA per la classe GT1, ha gareggiato nel Campionato FIA GT 1998 vincendo i titoli costruttori e piloti.

## Contesto

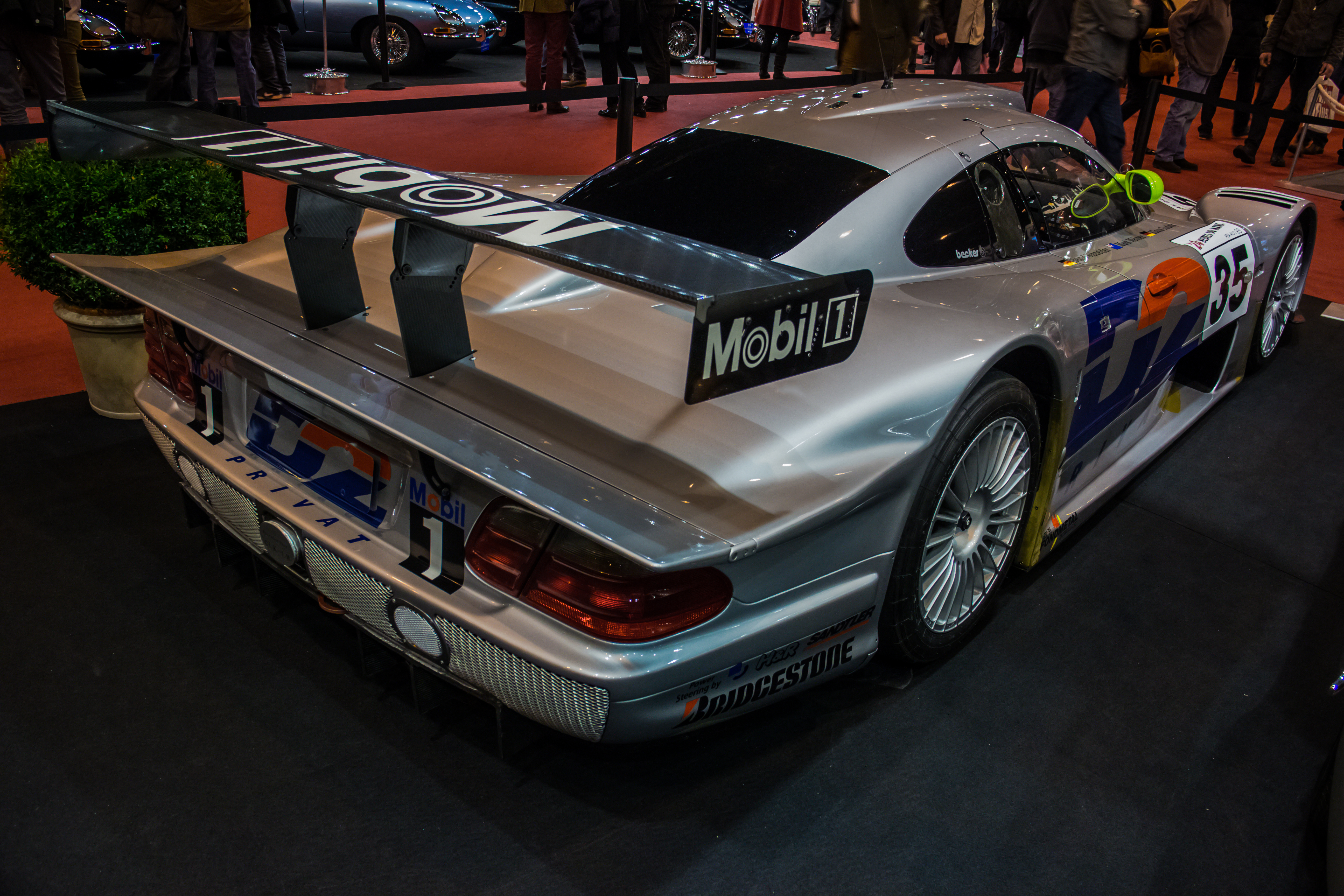
Vista posteriore

Nel 1998 la Mercedes-Benz corre le prime due gare del Campionato FIA GT con la CLK GTR, la collaudata e veloce vettura campione in carica, che nonostante l'arrivo della nuova Porsche 911 GT1 EVO 1998, continua a vincere. 
Inizialmente, il team AMG Mercedes ha come programma sportivo la riconferma dei titoli piloti e costruttori conquistati nel 1997, tuttavia nel 1998, dopo alcuni anni un po' sottotono, la 24 Ore di Le Mans (gara a sé stante) è ritornata ad essere una corsa molto sentita, per la presenza di grandi costruttori intenzionati a vincere quali Toyota, Nissan, BMW e Porsche; la Mercedes risente della rivalità di queste case e nonostante disponga di un'ottima vettura, predispone segretamente un nuovo e più avanzato progetto con il quale vuole tornare a correre a distanza di 7 anni la 24 Ore francese. Viene così concepita la Mercedes-Benz CLK-LM, una GT con soluzioni tecniche specifiche per il Circuit de la Sarthe, in grado di tener testa alle nuove vetture evolute dei rivali.

## Tecnica

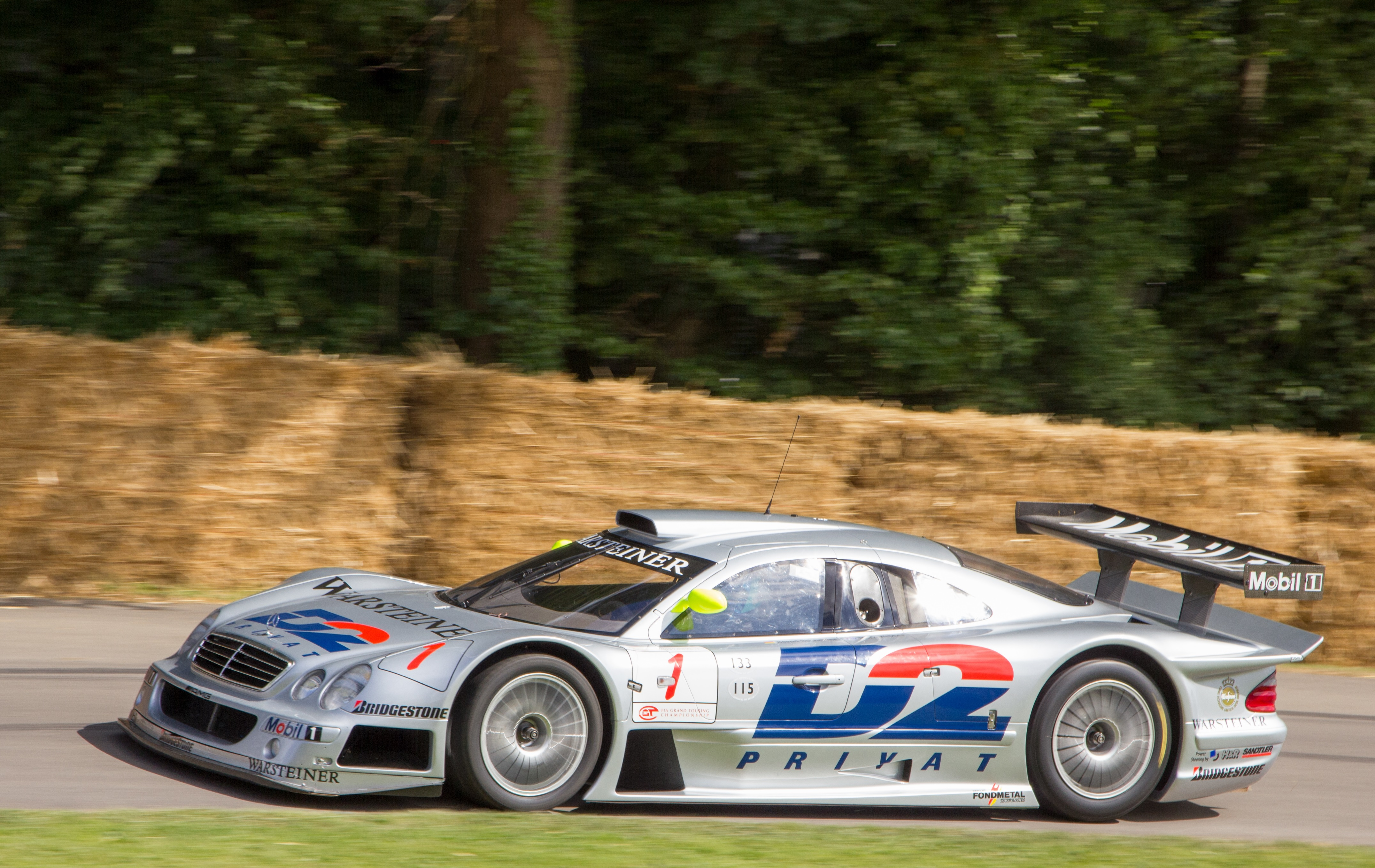
Una CLK-LM a Goodwood nel 2014

La Mercedes predispone una nuova vettura, il progetto è concepito attorno ad un nuovo motore, non più il precedente V12 di 6 litri di cilindrata, ma un più leggero e meno ingombrante motore V8 Mercedes-Benz M119 di 4.986 cm³, con strozzature ACO favorevoli in termini di potenza massima circa 600 CV, a livello del V12, ma più parco nei consumi, caratteristica molto importante a Le Mans.
Il telaio è una monoscocca in fibra di carbonio, della stessa natura la carrozzeria, il peso totale della vettura è di 940 kg, le sospensioni sono del tipo a doppi triangoli sovrapposti con ammortizzatori pull-rod, lo sterzo è servoassistito, l'impianto frenante è dotato di dischi in carbonio autoventilati, la trasmissione è sequenziale a 6 rapporti e la trazione è posteriore.
La veste aerodinamica, rispetto alla CLK GTR, è stata affinata: il cofano anteriore abbassato e più scavato, il tetto più basso, abitacolo più stretto, cofano motore più basso e filante, nuova dislocazione dei radiatori posti sulle fiancate, tutte migliorie che consentono una riduzione della resistenza aerodinamica.

## Risultati sportivi

### Le Mans 1998
Il team AMG Mercedes iscrive 2 CLK-LM alla 24 Ore di Le Mans 1998, durante le prove di qualifica del giovedì le vetture più veloci sembrano le Toyota GT-One, ma sulle Mercedes vengono montati dei copricerchioni aerodinamici e Bernd Schneider conquista la pole position segnando un tempo 8 secondi inferiore rispetto alla pole GT1 dell'anno precedente, la vettura gemella ottiene i 3º posto in griglia.
Durante la corsa emergono però seri problemi di affidabilità: dopo appena 75 minuti di gara la vettura di Bernd Schneider si ritira mentre era in seconda posizione, seguita solo un'ora più tardi dall'altra Mercedes. Entrambe le CLK-LM sono costrette al ritiro per lo stesso inconveniente, un guasto elettrico all'idroguida compromette la pompa del sistema di raffreddamento del motore, causandone il surriscaldamento. A vincere la dura maratona automobilistica francese è la Porsche 911 GT1 che sigla una doppietta, la stessa auto che invece la Mercedes ha sbaragliato nel Campionato FIA GT.

### Campionato FIA GT
Il mondiale GT 1998, vede la Mercedes vittoriosa con le vecchie CLK GTR nelle 2 prove iniziali in calendario, dopo una lunga sosta predisposta per consentire a molte squadre di partecipare anche alla 24 Ore di Le Mans (un appuntamento esterno al campionato), la serie riprende con la Mercedes che schiera nel prosieguo della stagione 2 nuove CLK-LM, con le quali ottiene 8 vittorie in altrettante corse, la Porsche, l'unica seria rivale non riesce a contrastarla. Al termine del campionato la Mercedes-Benz vince nettamente il titolo costruttori ed i suoi piloti Ricardo Zonta e Klaus Ludwig diventano campioni.